# Fornacher Redlbach
Der Fornacher Redlbach, auch Fornacher Redl oder auch nur Redl oder Redlbach ist ein linker Zufluss der Vöckla im Hausruckviertel in Oberösterreich.

## Verlauf
Der Fornacher Redlbach entspringt unterhalb der Flucht am südlichen Abhang des Kobernaußerwaldes im Gemeindegebiet von Redleiten. Die Quelle ist nur rund 1,5 km Luftlinie vom Ursprung der nach Norden zum Inn entwässernden Ach entfernt. Der Redlbach fließt zunächst Richtung Süden durch das Redltal in einem relativ naturbelassenen Verlauf durch ein Waldgebiet. Nach Verlassen des Waldes fließt er an Fornach vorbei und nimmt unterhalb den Bruckwiesenbach von rechts auf. Der Redlbach wendet sich anschließend Richtung Südosten und mündet nach 14 km westlich von Vöcklamarkt in die Vöckla.

## Natur
Im Waldbereich ist der Redlbach weitgehend naturbelassen ohne Ufer- und Sohlbefestigungen und mit mehreren Seitenarmen. Auch im weiteren Verlauf fließt der Bach relativ naturnah und wenig begradigt, ist aber mit Sohlschwellen versehen. Die Uferbegleitgehölze (insbesondere Erlen und Weiden) sind unterschiedlich stark ausgeprägt und bei Fornach als kleiner Auwald ausgebildet. Der Redlbach weist ein breites Bachbett mit hoher Geschiebeführung auf. Durch das Geschiebe wurde das Wasser an manchen Stellen gestaut und es kam zur Bildung von Mooren und Feuchtwiesen.
Im Redlbach wurde das Ukrainische Bachneunauge (Eudontomyzon mariae) nachgewiesen, das auf unverbaute Gewässer mit starker Strömung und schottrig-sandiger Sohle angewiesen ist und nur im Donaueinzugsgebiet an wenigen Stellen vorkommt.
Mit einem Streifen von 50 m auf beiden Seiten ist der Fornacher Redlbach als Landschaftsschutzgebiet ausgewiesen.

## Name
1480 wird der Bach als Rótlpach erstmals schriftlich genannt. Wie bei den anderen gleichnamigen vom Südabhang des Hausrucks bzw. Kobernaußerwaldes kommenden Bächen wird der Name „Redl“ auf die rötliche Färbung des Wassers zurückgeführt.